# DNA 클로닝
DNA 클로닝(DNA Cloning)은 유전 공학의 기법 중 하나이다. 조작한 DNA를 세포에 도입하고 복제하는 과정을 거쳐, 무수히 많은 DNA 사본을 얻어내는 기법이다.

## 개요
분자생물학자들은 특정 유전자를 연구하는 과정에서 여러 가지 문제점에 직면하게 된다. 그 문제점을 보면 자연적으로 발견된 DNA 분자들은 매우 길고, 많은 유전자들을 가지고 있다. 또한 염색체에서 유전자는 염색체 DNA의 일부분만을 차지하고 있으며, 그 나머지는 비암호화 염기서열이다. 예를 들면, 인간 유전자 한 개는 하나의 염색체에서 단지 1/1000000만을 차지하고 있을 뿐만 아니라, 유전자와 그 주변 비암호화 DNA 염기서열 간의 구별 또한 어렵다. 따라서 과학자들은 특정 유전자를 분리해서 연구하기 위하여 동일한 DNA를 대량으로 만들 수 있는 방법을 개발하였는데 그것이 DNA 클로닝(DNA cloning)이다.
DNA를 클로닝하기 위한 방법들은 공통된 특징을 가지고 있는데, 그중 하나의 공통된 특징은 박테리아를 이용하는 것이다. 유전자나 DNA 절편을 클로닝하기 위해서, 먼저 플라스미드를 박테리아에서 분리한 후 외부의 DNA를 플라스미드에 집어넣는다. 그 결과 플라스미드는 이제 재조합 DNA가 된다. 재조합 플라스미드를 다시 박테리아 세포에 넣어주면 재조합 박테리아가 된다. 그러면 세포분열을 통해서 유전적으로 동일한 클론(유전적 복제품)을 복제하게 되고, 유전자를 대량으로 복제할 수 있게 되는데, 이것을 유전자 클로닝(gene cloning)이라고 한다. 

## 재조합 DNA 분자의 생산방법
유전자 클로닝과 유전공학은 특정 염기서열을 인지하고 절단하는 효소의 발견에 의해서 가능하게 되었는데, 이 효소를 제한효소(restriction enzyme)라고 한다. 현재까지 수백 종류의 제한효소들이 밝혀졌고, 박테리아로부터 분리 정제됨으로써 발견되었다. 각각의 제한효소는 제한효소자리(restriction site, 일반적으로 4~8개 염기서열)라는 특정 염기서열을 인지하고 DNA 두 가닥을 자른다. 박테리아는 자신의 DNA 제한효소자리에 존재하는 아데닌이나 사이토신에 메틸기를 첨가함으로써 제한효소로부터자신의 DNA를 보호한다. 대부분의 제한효소들은 4~8개의 염기를 포함하는 서열을 인식하고 자른다. 이러한 짧은 서열은 보통 긴 DNA분자내에서 여러 번 나타나므로 제한효소는 다양한 크기의 제한효소절편(restriction fragment)을 만들 수 있다. 한 종류의 제한 효소는 언제나 같은 방식으로 DNA를 자르게 된다. 가장 유용한 제한효소는 엇갈린 방법으로 DNA 두 가닥의 인산화 당 구조를 절단하는 것인데, 그 결과양가닥 제한효소 절편들은 점착말단(sticky end)이라고 불리는 단일가닥 말단을 가지게 된다.이 짧은 단일가닥 말단 부위는 동일한 효소로 절단된 DNA의 상보적인 점착말단과 수소결합 염기쌍을 형성할 수 있다. 이렇게 형성된 결합은 일시적이고, 이들 일시적 결합은 DNA 연결효소(DNA ligase)라는 효소에 의해서 영구적 결합이 된다. DNA 연결효소에 의해서 결합을 촉매시키면 결국 재조합 DNA 분자가 생성된다.

## 같이 보기
- DNA 복제